# Artus Quellinus il Vecchio
Artus Quellinus il Vecchio, o Artus Quellin (Anversa, 30 agosto 1609 – Anversa, 23 agosto 1668), è stato uno scultore fiammingo grande esponente del Secolo d'oro olandese, influenzò notevolmente la scultura barocca del nord Europa.

## Biografia

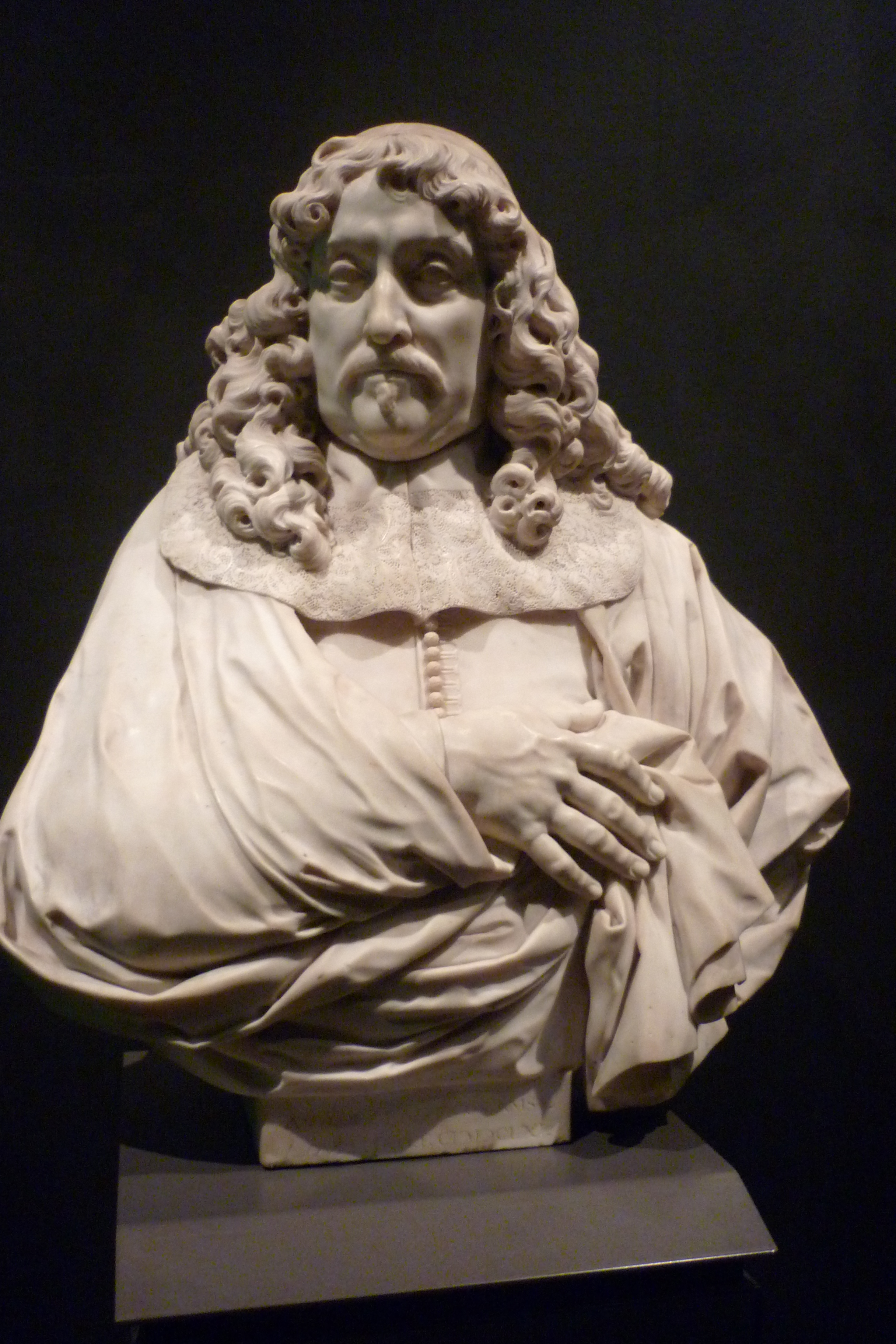
Busto di Andries de Graeff al Rijksmuseum, Amsterdam.

Artus Quellinus è figlio dello scultore Erasmus Quellinus il Vecchio, fratello minore del pittore Erasmus Quellinus il Giovane e maggiore del pittore Hubertus Quellinus.
Dopo una prima formazione presso la bottega del padre, ad Anversa, sostenne il suo apprendistato a Roma, nello studio dello scultore bruxellese François Duquesnoy, il cui circolo artistico portava avanti uno stile conosciuto come La gran maniera Greca.
Esportò questo percorso artistico ad Anversa, nella quale ritornò nel 1639.
L'anno successivo, prese in mano la bottega del padre, insieme al quale compì il pulpito della chiesa di San Gummaro a Lier. Il 1º agosto del 1640 si sposa con Margret Verdussen, figlia di Jan Verdussen. Divenne maestro della Corporazione di San Luca nel 1640-41.
Nel 1648 si trasferisce nelle Province Unite e fa carriera nell'allora floridissima Amsterdam, ove viene riconosciuto come uno dei più grandi scultori della sua epoca. Riceve sempre più commissioni dagli aristocratici amsterdamesi, senza tralasciare i temi religiosi. In un'epoca propizia alle arti come il Secolo d'oro olandese, può anche decorare numerose facciate e realizzare innumerevoli sculture.
L'apogeo del successo lo raggiunge fra il 1650 e il 1664 quando collabora con l'architetto Jacob van Campen nella sfarzosa ricostruzione del Municipio di Amsterdam, poi divenuto Palazzo Reale, dove ne disegna e realizza tutte le sculture e i rilievi.
Al grande cantiere si fa aiutare da altri artisti come il cugino Artus Quellinus il Giovane e i suoi compatrioti Rombout Verhulst, Bartholomeus Eggers e Gabriel de Grupello; probabilmente vi collaborò anche Grinling Gibbons.
Il fratello Hubertus Quellinus produsse numerose incisioni basate sui rilievi creati da Artus nell'ambito del progetto del Palazzo Reale, amplificando così la fama del fratello scultore.
Inoltre realizza allo stesso tempo numerosi ritratti dei grandi aristocratici di Amsterdam come Andries de Graeff o Johan de Witt, e dei monumenti funerari.
La tomba monumentale che realizzò per il conte Otto Christoph von Sparr, maresciallo di Brandeburgo-Prussia, nella Chiesa di Santa Maria di Berlino ebbe una notevole influenza sullo sviluppo della scultura funeraria nella Germania del Nord.
Nel 1664 ritorna nella sua natale Anversa, dove tuttavia resta meno conosciuto. L'opera più importante che produrrà qui è il busto marmoreo di Luis de Benavides Carrillo, Governatore dei Paesi Bassi spagnoli.
Suo cugino Artus Quellinus il Giovane fu uno dei suoi più fedeli collaboratori, anche se svilupperà uno stile più barocco.
Arts Quellinus fu maestro degli scultori: Grinling Gibbons, Hubertus Daep, Martin Deurweerders, Artus Quellinus il Giovane, Pieter Verbruggen il Vecchio, Lodewijk Willemsens.
Molto stimato al suo tempo, Artus ha toccato temi religiosi, allegorici, nudi, ritratti, mitologici e storici.

## Opere

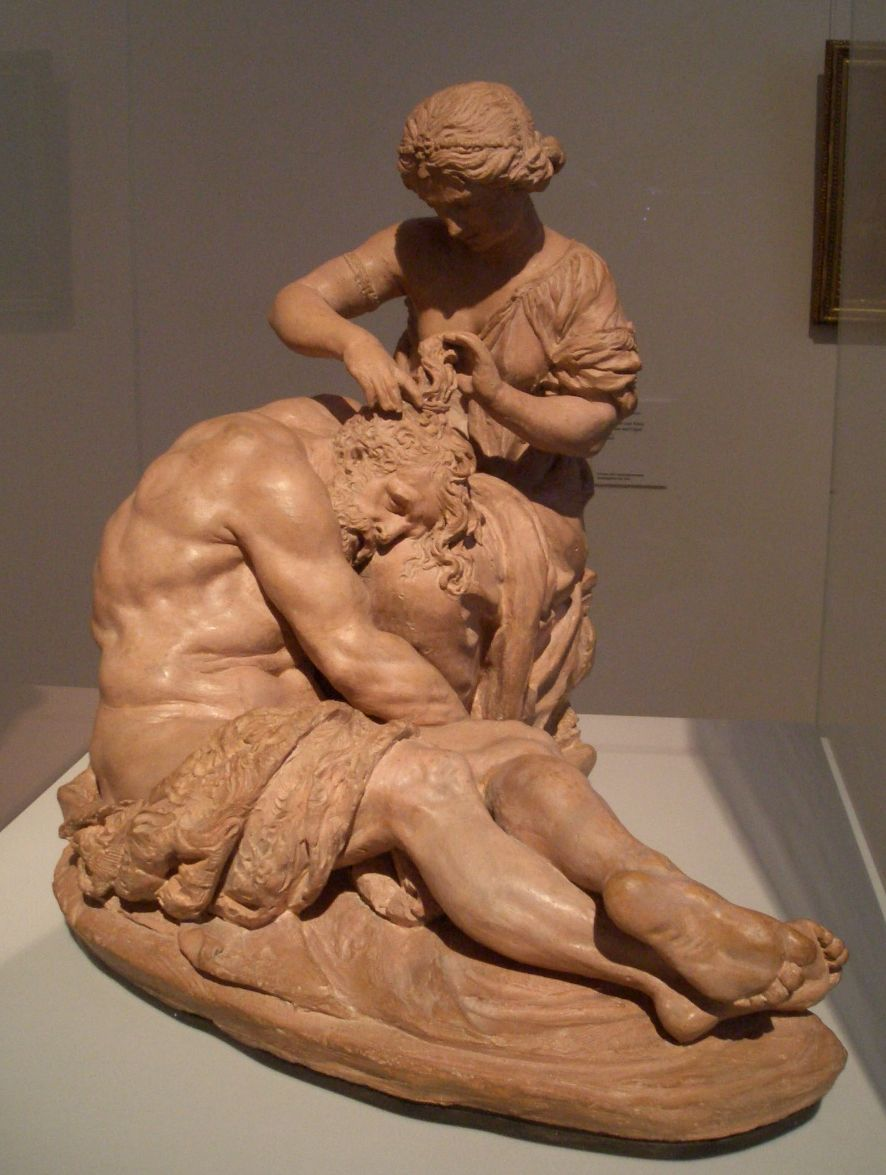
Sansone Dalila, Bode-Museum, Berlino

- Sansone Dalila, scultura in terracotta, 1640, Bode-Museum, Berlino.
- Pulpito, 1640-42, Chiesa di San Gummaro, Lier, eseguito insieme al padre Erasmus Quellinus il Vecchio
- Mobilio ligneo, 1640-50, Chiesa di San Paolo, Anversa[7].
- Epitaffio di "Soeten Naem", 1644, Chiesa di San Paolo, Anversa.
- San Rocco, statua, Chiesa di San Giacomo, Anversa[8].
- Tomba del conte Engelbert di Immerzeel e di sua moglie, 1650, Chiesa di Bokhoven.
- Sculture del Palazzo Reale di Amsterdam, 1650-64
- I Quattro Continenti rendono omaggio a Amsterdam, scultura triangolare in terracotta, 1650, Rijksmuseum, Amsterdam.
- Andries de Graeff (1611-78), busto in marmo, 1661, Rijksmuseum, Amsterdam.
- Cornelis Jan Witsen (1606-65), busto in marmo, 1658
- Catharina Graeff Opsy (moglie di Witsen), busto in marmo, 1658
- San Pietro, scultura in terracotta, 1658, Chiesa di Sant'Andrea, Anversa.
- Tomba di Federico III di Holstein-Gottorp, Duomo di Schleswig.
- Johan de Witt, busto in marmo, Dordrechts Museum, Dordrecht.
- San Pietro, 1658, nella Chiesa di Sant'Andrea, Anversa.
- Tomba del conte Otto Christoph von Sparr, 1663, Marienkirche, Berlino.
- Luis de Benavides Carrillo, busto in marmo, 1664, Museo Reale di Belle Arti, Anversa

### Le opere al Palazzo Reale di Amsterdam

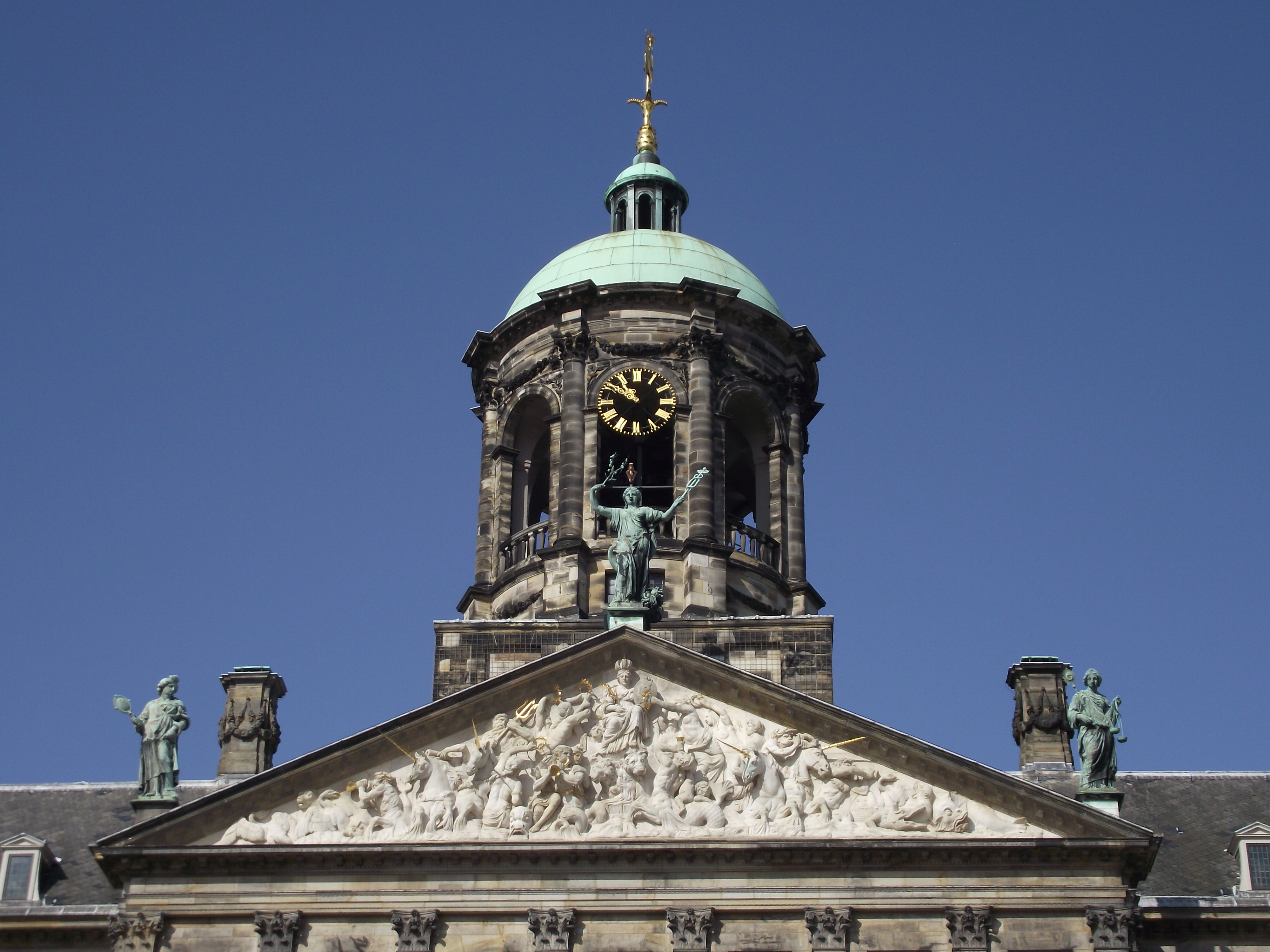
l frontone
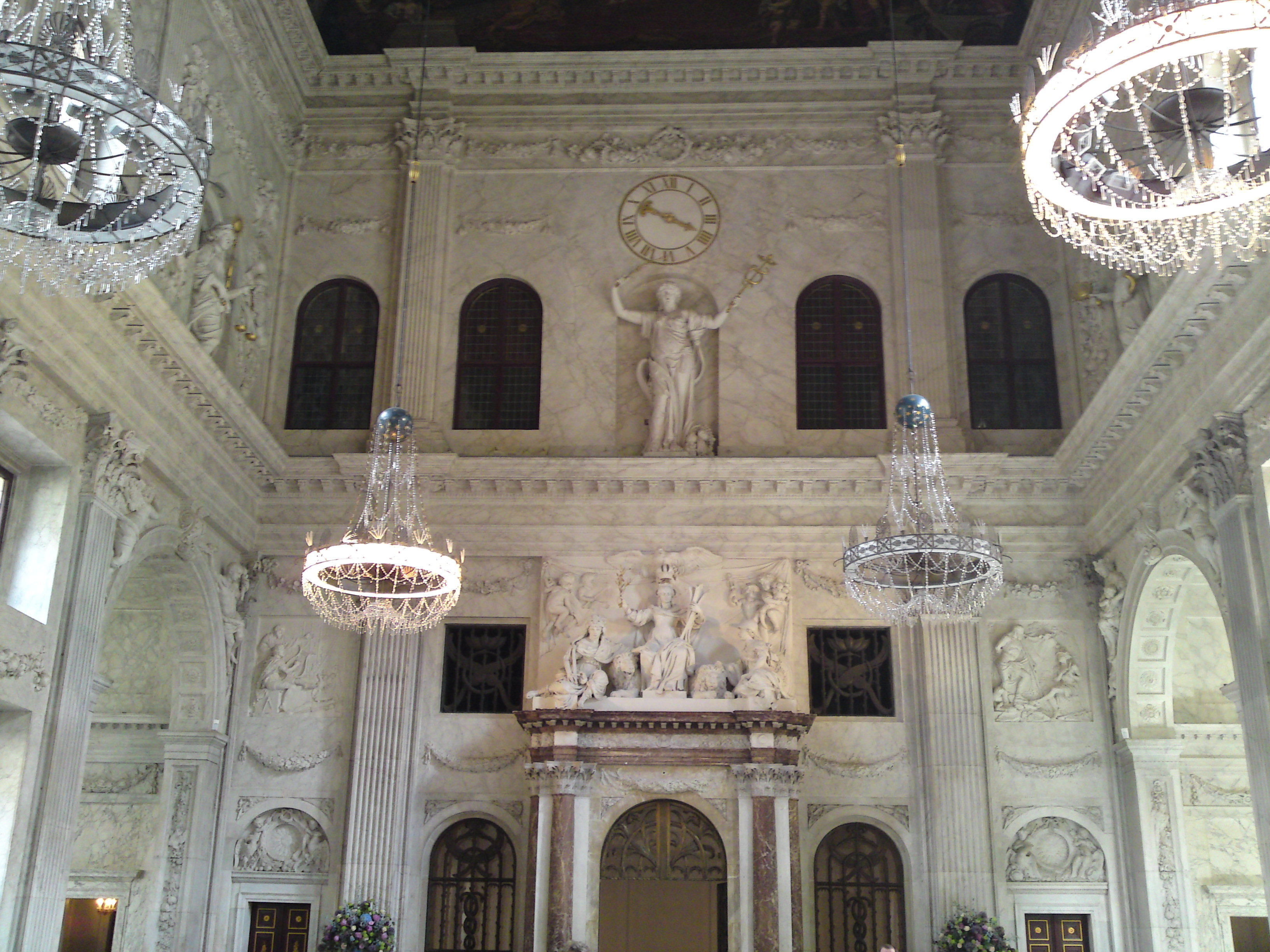
La Burgerzaal.
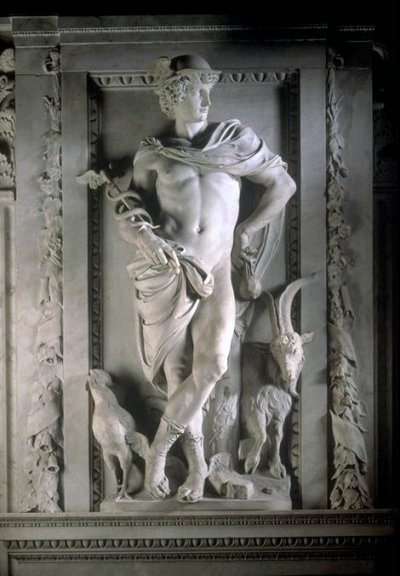
Mercurio.
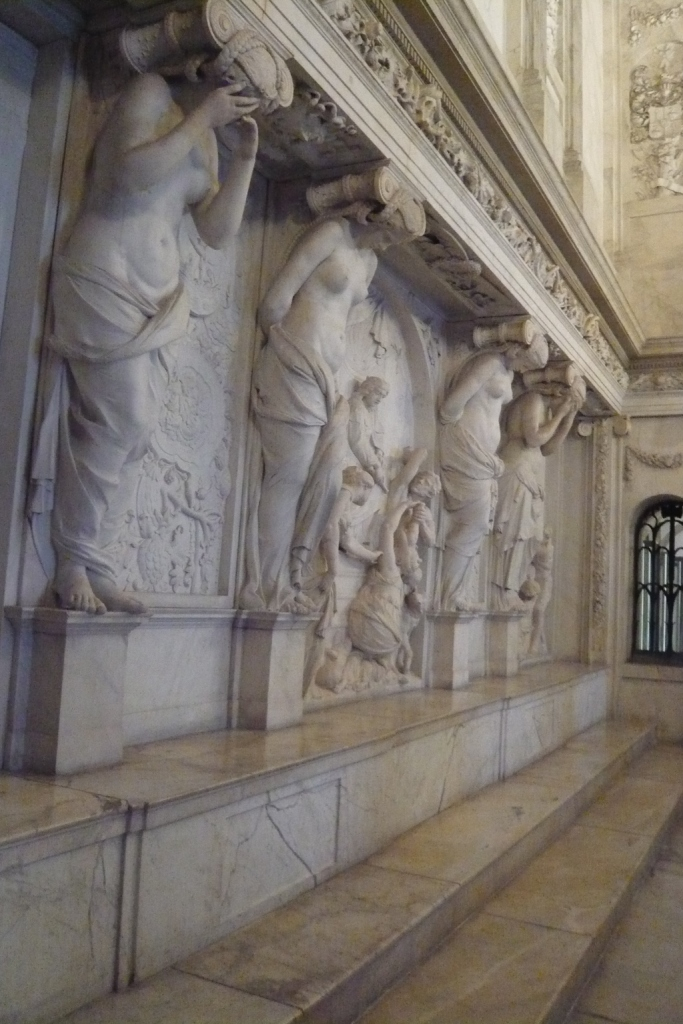
Particolare della Vierschaar
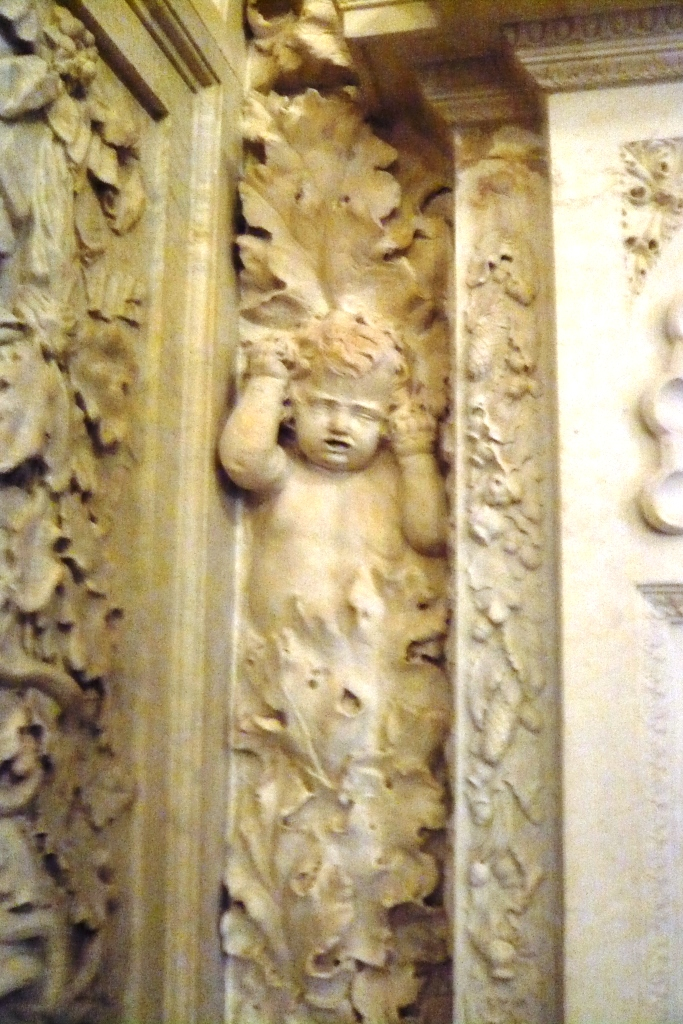
Particolare della Vierschaar
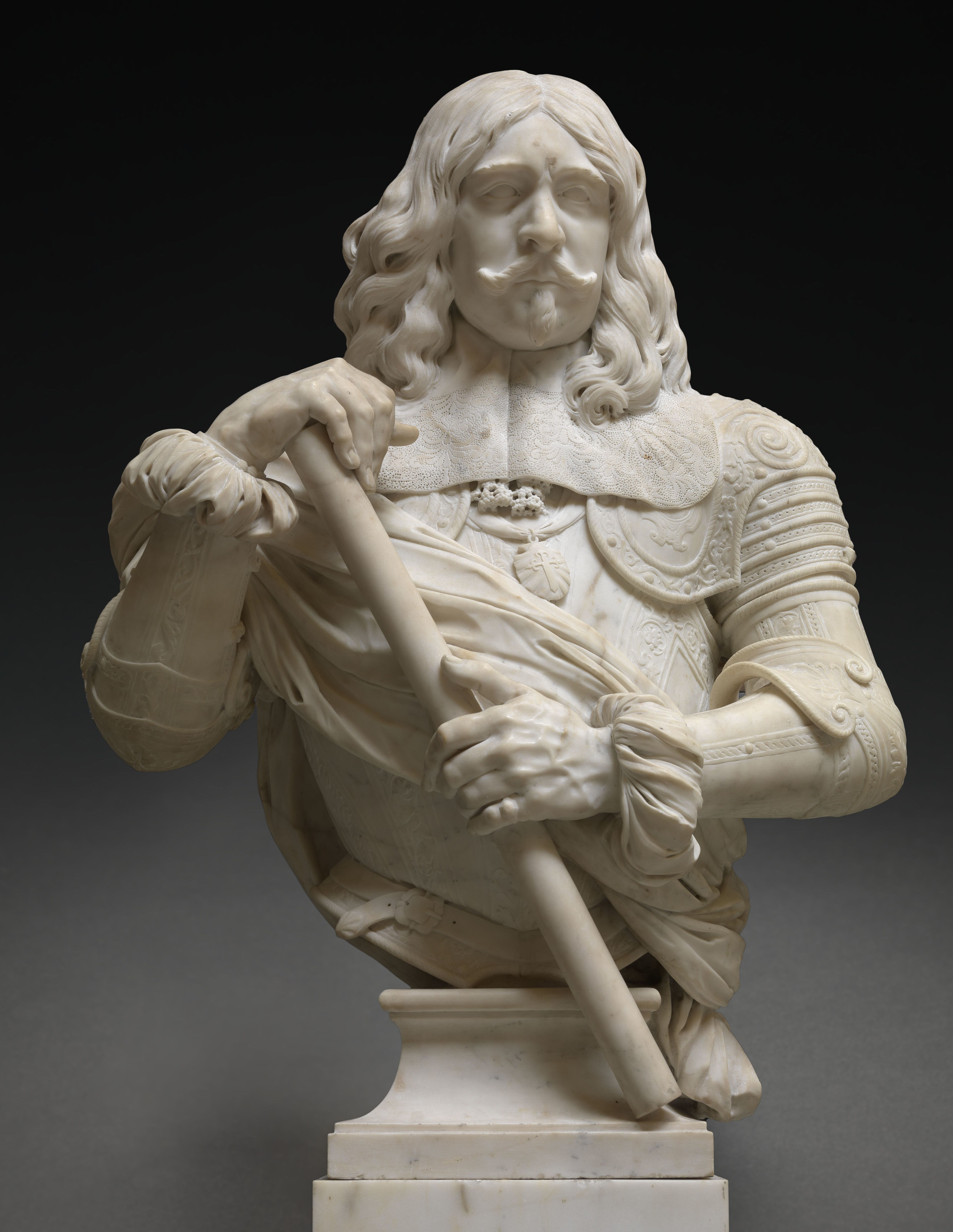
Busto di Luis de Benavides Carrillo